# Гвинтовий сепаратор
Гвинтовий сепаратор, Ґвинтовий сепаратор являє собою особливий різновид апаратів для гравітаційного збагачення, що працюють за принципом поділу матеріалу в похилому безнапірному потоці малої глибини.

## Конструкція і принцип дії
У гвинтових сепараторах нерухомий похилий гладкий жолоб виконаний у вигляді спіралі з вертикальною віссю. Пульпа завантажується у верхню частину жолоба і під дією сили ваги стікає донизу у виді тонкого, різної глибини по перетину жолоба потоку. При русі в потоці окрім звичайних гравітаційних і гідродинамічних сил, що діють на зерна, розвиваються відцентрові сили. Важкі мінерали концентруються біля внутрішнього борта жолоба, а легкі — біля зовнішнього. Жолоб гвинтових сепараторів у поперечному перерізі являє собою 1/4 окружності чи витягнутого еліпса. Наприкінці жолоба знаходиться поділяючі ножі, що поділяють потік на два продукти. Зовнішній вигляд гвинтового сепаратора приведений на рисунку.
На гвинтових сепараторах можна збагачувати вугільні шлами крупністю 0,074 — 3,0 мм, при вмісті твердого в пульпі 370—440 г/л і навантаженню по твердому 2 — 2,5 т/год. У залежності від зольності, крупності і ширини класифікації й ряду інших факторів відбувається зниження зольності продукту, який направляється в концентрат, на 7 — 15 %. У породу надходить до 15 % продукту від вихідного живлення. Зольність концентрату 8 — 11 % при зольності вихідного живлення 17 — 24 %.

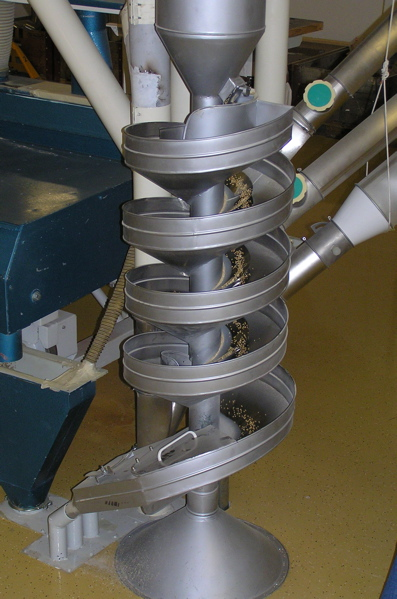
Гвинтовий сепаратор

Найбільш ефективно на гвинтових сепараторах збагачується матеріал крупністю 0,1 — 1,5 мм. Значно гірше відбувається збагачення зерен крупністю 0,1 — 0,074 мм. Гвинтовий сепаратор, як і більшість апаратів, де відбувається поділ матеріалу за щільністю у водяному середовищі, чутливий до ширини класифікації за крупністю зерен живлення і набагато краще працює на вузько класифікованому матеріалі, що і передбачається в проекті.
Особливістю руху водного потоку гвинтовим жолобом є те, що мінеральне зерно, рухаючись гвинтовим жолобом, підлягає одночасно дії сил, різних за величиною і напрямком. Рівнодіюча їх визначається траєкторію руху зерна і його положенням у поперечному перетині потоку.
На відміну від поведінки зерен у прямих похилих потоках у гвинтовому потоці зерна мають переміщення щодо один одного не тільки вздовж жолобу, але і в поперечному напрямку. У результаті легкі зерна, що мають велику швидкість переміщення у потоці, не тільки обгонять зерна придонного шару потоку, але і зміщуються під впливом більшої відцентрової сили і поперечної циркуляції до зовнішнього борту потоку, утворюючи віяло продуктів на жолобі.
Середня подовжня швидкість зерен по жолобу гвинтового сепаратора мало відрізняється від швидкості води. Чинник крупної має на гвинтовому сепараторі більше значення, ніж чинник густини. Дрібні класи всіх мінералів затримуються на жолобі більш довгий час, ніж крупні.
Основним конструктивним параметром сепаратора є діаметр гвинтового жолоба, який визначає розміри апарату, його масу і продуктивність. Вибір діаметра сепаратора залежить від продуктивності по твердому, крупності і густини мінералів, що розділяються.
Із збільшенням діаметра сепаратора крупність ефективно витягуваних на ньому зерен збільшується. Сепаратори малого розміру ефективно витягують дрібні зерна.

### Особливості конструкції комплектуючих елементів

Ґвинтові апарати розділяють на сепаратори (для збагачення некласифікованих і ширококласифікованих матеріалів крупністю 0,1 — 3 мм) і шлюзи (для збагачення тонкозернистих матеріалів крупністю 0,02 — 0,5 мм).
Ґвинтові сепаратори виготовляють з регульованим і нерегульованим кроком витків. В практиці збагачення корисних копалин застосовують сепаратори з нерегульованим кроком витків. Сепаратори з регульованим кроком витків випускають в обмеженій кількості і використовують для досліджень в лабораторному і напівпромисловому масштабах.
Ґвинтовий сепаратор складається із завантажувального пристрою, ґвинтового жолоба, розподільника змивної води, пристрою для розділення і розвантаження продуктів збагачення, опорного каркаса.
Завантажувальний пристрій (рис.), встановлений на вході апарата, служить для зменшення швидкості потоку вихідної пульпи, формування потоку і плавного вводу його в ґвинтовий жолоб.
Найчастіше використовують завантажувальний пристрій равликового типу, що являє собою спіральний жолоб зі зростаючим радіусом кривизни.
Ґвинтовий жолоб виготовлюють з чавуну, силуміну, полімерних матеріалів, або залізобетону. Кожний виток жолоба скл
адається з двох секцій — напіввитків. Робочу поверхню жолобів футерують зносостійкими матеріалами: ґумою, кам'яним литвом або полімерами. Ґвинтовий жолоб характеризується довжиною, діаметром, шагом, формою і розмірами поперечного перетину. Число жолобів в сепараторі може бути від 1 до 4, а в шлюзі від 1 до 5.
Розподільники змивної води забезпечують її рівномірну подачу по усьому периметру внутрішнього борту жолоба. Вони встановлюються в кількох місцях по висоті жолоба. Найпростішими є розподільники жолобчастого типу, які являють собою маленький жолобок, що примикає до робочого жолоба з внутрішнього або зовнішнього боку. За допомогою трубок вода подається до внутрішнього борту назустріч потоку пульпи.
Пристрій для розділення і розвантаження продуктів збагачення (рис.) складається з порожньої трубки 1 з боковим вирізом 2 і відсікача 3, що фіксується затискачем 4. Трубка угвинчується в отвір в днищі жолоба 5.
Відсікачем регулюється ширина смуги пульпи, яка видаляється і направляється в порожню трубку і далі по ґумовим шлангам в збірник для готового продукту. Зміною положення відсікачів можна одержувати продукти збагачення з необхідними виходами і якістю.
Ґвинтові шлюзи за конструкцією подібні до ґвинтових сепараторів. Основною особливістю їх конструкції є прямокутна форма поперечного перетину жолоба. Жолоби шлюзів виготовляються з силуміну і футеруються ґумою. Днище жолоба (пряма лінія) нахилене до горизонту під кутом 5º.

## Технологічні чинники
- густина мінералів. При розділенні мінералів з густиною понад 3000 кг/м³ від легких мінералів густиною менше 3000 кг/м³ ефективність збагачення різко збільшується з підвищенням густини важкого мінералу.

- форма зерен. Для концентрації на гвинтових сепараторах сприятливою буде найбільша відмінність в коефіцієнтах сферичності мінералів, що розділяються, причому легкі зерна повинні бути закругленими, а зерна важких мінералів — витягнутими.

- змивна вода, що подається на кожний виток сепаратора, сприяє отриманню якіснішого концентрату, зменшує замулювання поверхні жолоба в зоні концентрату, а також сприяє транспортуванню важких мінералів, збільшуючи розрідження в приосевій зоні жолоба. Звичайно витрати змиваючої води знаходяться в межах 0.3 — 0.6 л/с для одного жолоба сепаратора діаметром 600 мм.

## Технічні характеристики ґвинтових сепараторів і шлюзів

Технічні характеристики ґвинтових сепараторів і шлюзів

## Практика застосування

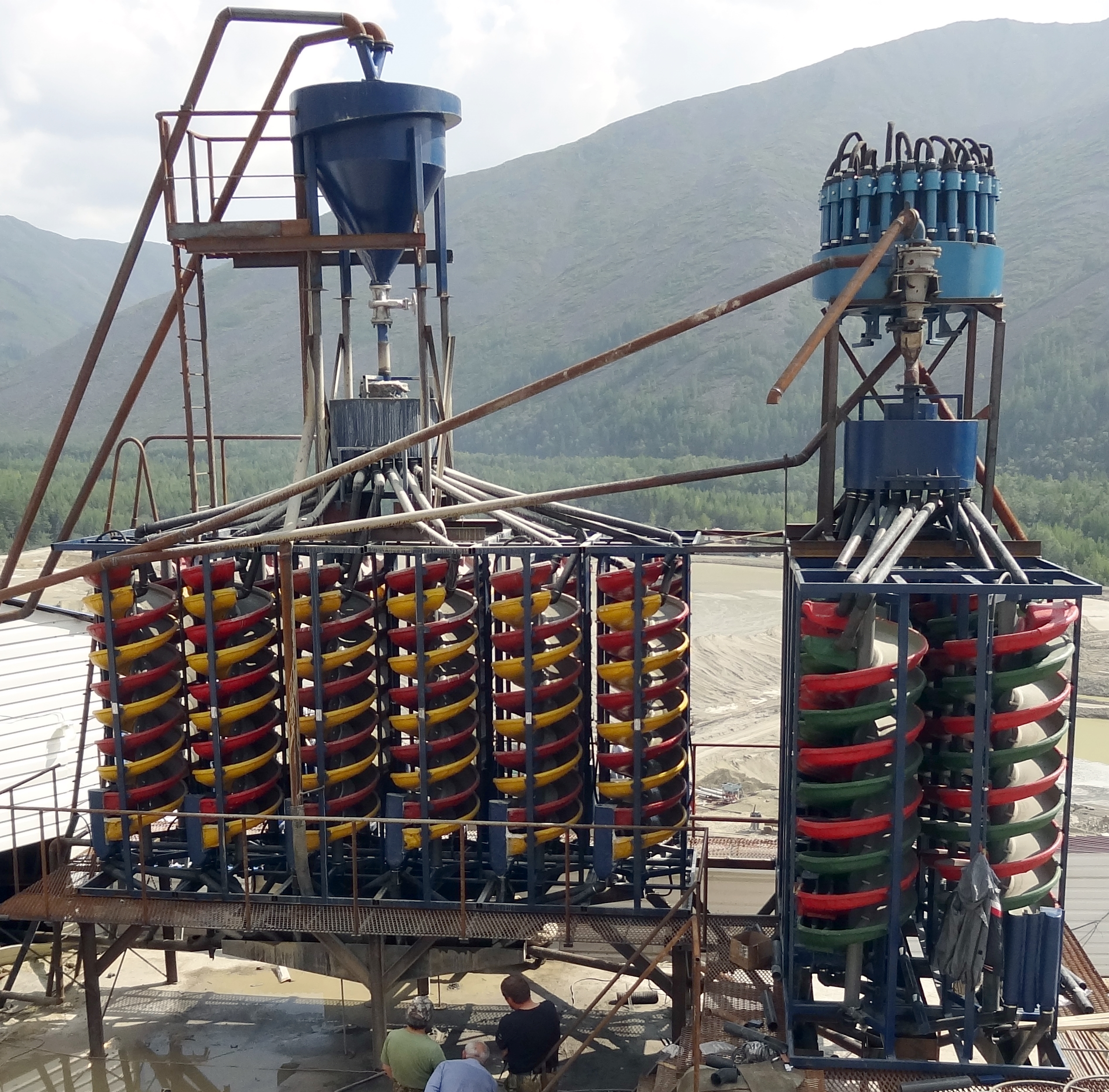
Гвинтовий сепаратор на збагаченні олова.

Гвинтові сепаратори і шлюзи застосовують для вилучення важких мінералів з корінних і розсипних руд і додаткового вилучення цінних мінералів з високою густиною з відходів флотаційного або магнітного збагачення. Вони знайшли широке застосування для збагачення дрібнозернистих пісків, що містять ільменіт, циркон, рутил і інші корисні копалини, а також для збагачення корінних руд рідкісних і благородних металів, залізних руд, фосфоритів, хромітів, кам'яного вугілля і алмазів, вугілля, пегматитової руди, мікролітової руди та ін.
Галузь застосування того або іншого типу гвинтового апарата визначається крупністю цінних мінералів. При крупності цінних мінералів 0,1 — 3 мм застосовують гвинтові сепаратори, для дрібнішого матеріалу 0,05 — 0,2 мм використовують гвинтові шлюзи. Принцип дії гвинтових апаратів однаковий, вони відрізняються лише за формою жолоба: у шлюзу — прямокутна, у сепаратора — частина круга або еліпса.
Практика в різних країнах
- За кордоном застосовують ґвинтові сепаратори фірми «Гемфрі» (США), «Треллеборг» (Швеція), які мають діаметр 600—750 мм і відповідно крок витків 300—400 мм. В цих сепараторах встановлені 5 — 6 відсікачів концентрату і промпродукту. Змивну воду подають по невеликому жолобу, розташованому поздовж борту основного жолоба. Для її подачі на поверхню жолоба встановлюють відсікачі. Жолоб — стальний або чавунний з термічно обробленою поверхнею. Для футеровки жолоба застосовують гуму або неопрен.

- В Німеччині застосовують ґвинтові сепаратори діаметром 500 мм з жолобом у формі параболи. В цих сепараторах розвантаження продуктів здійснюється тільки у кінці останнього витка.

- В Польщі розроблений двожолобний сепаратор, на якому одночасно здійснюється основна концентрація і перечисна. Продукти, отримані на першому жолобі, самопливом направляються у другий, розташований ближче до осі сепаратора і дещо нижче першого.

- В Австралії найбільше розповсюдження отримав двожолобний гвинтовий сепаратор «Рейхерта» (діаметр 620 мм, крок витків 350 мм). Жолоби цього сепаратора виконані з фіброгласу, робоча поверхня покрита лінатексом. Сепаратор має невелику масу і володіє високою зносостійкістю.